# Ejido Nuevo
Ejido Nuevo es una localidad mexicana ubicada en el municipio de Acapulco, Guerrero. Según el censo de 2020, tiene una población de 2304 habitantes.

## Demografía
Del total de la población, 1109 son hombres y 1195 son mujeres.
| Población histórica de Ejido Nuevo |      |
| 2005                               | 1948 |
| 2010                               | 2372 |
| 2020                               | 2304 |
| Fuente: INEGI                      |      |